# قصر العدل (عمان)
قصر العدل هو مبنى حكومي يضم عدة محاكم رئيسية يقع وسط العاصمة الأردنية عمّان، وتحديدًا في منطقة العبدلي. تأسس بدايةً في عام 1954 في وسط البلد، إلا أنه تم نقله إلى العبدلي في عام 2002، ليكون على الهيئة الحالية وبمساحة إجمالية تُقدر بحوالي 47,000 متر مربع. وقد استوحي تصميمه من الطراز المعماري الإسلامي.

## تاريخ
تم تأسيس قصر العدل القديم عام 1954 في شارع السلط بوسط البلد. وكانت مساحته تبلغ 3600 متر مربع، وبعدد ثلاثة طوابق إضافة إلى التسوية. وكان حتى وقت قريب يضم كل من محكمة الجنايات الكبرى، دائرة مدعي عام الجنايات الكبرى، ودائرة مدعي عام عمّان. إلا أنه اليوم يعاني من الإهمال بعد انتقال مبنى القصر إلى منطقة العبدلي، على الرغم من أن وزارة العدل الأردنية خصصت مبلغًا لترميمه.

## الأقسام
يضم المبنى الجديد عشرة محاكم ودوائر قضائية تتوزع على 60 قاعة:

مدخل قصر العدل.

- محكمة بداية عمّان، تغطي مناطق وأحياء جبل الحسين والمهاجرين والهاشمي والنزهة والأشرفية وجبل المريخ وجبل التاج وجبل النظيف.
- محكمة صلح عمّان
- استئناف عمّان
- محكمة القضايا الشرعية
- محكمة التمييز (تم انتقالها مؤخرًا من مبنى قصر العدل إلى مبنى جديد في الشميساني.[4])
- محكمة العدل العُليا
- دائرة التنفيذ والأجرة
- دائرة مدعي عام التنفيذ
- جنايات عمّان
- دائرة حقوق عمّان